# Romagné
Romagné é uma comuna francesa na região administrativa da Bretanha, no departamento Ille-et-Vilaine. Estende-se por uma área de 26,97 km². Em 2010 a comuna tinha 2 492 habitantes (densidade: 92,4 hab./km²).